# Johann Adam Fuchs
Johann Adam Fuchs (* Januar 1795 in Darmstadt; † 26. Oktober 1883 ebenda) war ein deutscher Kommunalpolitiker und Bürgermeister.

## Leben
Johann Adam Fuchs war Metzgermeister in Darmstadt. 1816 heiratete er Friederike Margarete Grimm, die Tochter des Amtschirurgen Grimm. Das Paar hatte zehn Kinder.
Im Jahre 1863 wurde der langjährige Gemeinderat und Rentier Fuchs zum Bürgermeister von Darmstadt ernannt.
Fuchs war bis zum Jahre 1874 Bürgermeister.

## Ehrungen
Nach Johann Adam Fuchs war zeitweilig eine Straße in Darmstadt benannt.
Diese Straße – die später Fabrikstraße hieß – existiert heute nicht mehr.